# Millie Bright
Pour les articles homonymes, voir Bright.
Millie Bright, née le 21 août 1993 à Killamarsh en Angleterre, est une footballeuse anglaise qui joue au poste de défenseure à Chelsea et en équipe d'Angleterre.

## Biographie
Elle remporte la Coupe d'Angleterre avec Chelsea en 2015.
Elle remporte également le Championnat d'Angleterre avec Chelsea en 2015.
Le 15 juin 2022, elle est sélectionnée par Sarina Wiegman pour disputer l'Euro 2022.

## Palmarès

### En club
- Championne d'Angleterre en 2015, 2017, 2018, 2020, 2021, 2023, 2024  et 2025 avec Chelsea.
- Vainqueur de la Coupe d'Angleterre en 2015, 2018  et 2025 avec Chelsea.

### Sélection
Équipe d'Angleterre
- Vainqueur du Championnat d'Europe : 2022
- Finaliste de la Coupe du monde : 2023

### Distinctions personnelles
- Membre de l'équipe type de WSL en 2020.
- Nommée dans l'équipe type de la FIFA FIFPro Women's World11 en 2020.